# Jean-Étienne Liotard
Pour les articles homonymes, voir Liotard.
Jean-Étienne Liotard, né le 22 décembre 1702 à Genève où il est mort 12 juin 1789, est un peintre, dessinateur, pastelliste et graveur genevois.
Déjà célèbre en son temps, il voyagea et exerça son art partout en Europe et jusqu'au Proche-Orient. Homme libre et cultivé, ce portraitiste peignit les puissants comme les humbles. Son œuvre varié et prolifique est reconsidéré  depuis les années 2000 à travers de nombreuses rétrospectives. 

## Biographie
Jean-Étienne Liotard est né en république de Genève le 22 décembre 1702, fils d'Antoine Liotard, négociant, originaire de Montélimar d'où il s'était exilé après 1685 et d'Anne Sauvage. Jean-Étienne, dernier né d'une fratrie, a un frère jumeau, Jean-Michel (1702-1796), qui sera dessinateur et graveur,. Peu de détails semblent nous être parvenus sur son enfance. En 1720, Antoine, son père est en partie ruiné à la suite du krach du système de Law. Malgré tout, Jean-Étienne Liotard reçoit l'enseignement du miniaturiste et professeur de dessin genevois Daniel Gardelle (1673-1753), qu'il surpasse au bout de quelques mois dans l'art de la copie. Puis, il entre au service de Jean-Louis Petitot (1692-1730), dont il copie les émaux et des miniatures avec une remarquable compétence.

### À Paris
Vers 1723-1725, les deux frères Liotard vont à Paris. Jean-Michel est l'élève de Benoît Audran le Jeune. Jean-Étienne Liotard, après un bref séjour dans l'atelier de Jean-Baptiste Massé, qui lui permet de faire une première entrée dans la haute société et d'exécuter ses premiers portraits, cependant mal payés, effectue des allers et retours entre la capitale française et la région genevoise et lyonnaise, visitant des parents. En moins de dix ans, il commence à se constituer un réseau, une clientèle ; on connaît une lettre datée du 14 mars 1733, adressée à un collectionneur par Jacob Vernet, dans laquelle ce dernier commissionne le peintre pour un envoi d'ouvrages destinés à la mère de Suzanne Curchod (la grand-mère de Germaine de Staël). Liotard commence également à graver à l'eau-forte et au burin. C'est aussi à cette époque qu'il se sent suffisamment compétent pour se présenter au concours de l'Académie royale de peinture et de sculpture, mais son tableau d'histoire, David au Temple, est refusé. Le peintre du roi, François Lemoyne, l'a cependant remarqué et lui conseille de « ne jamais peindre que d'après nature, un art dans lequel vous excellez ». Ce dernier le recommande au marquis de Puysieulx, nommé ambassadeur à Naples, qui l'emmène avec lui commencer son Grand Tour.

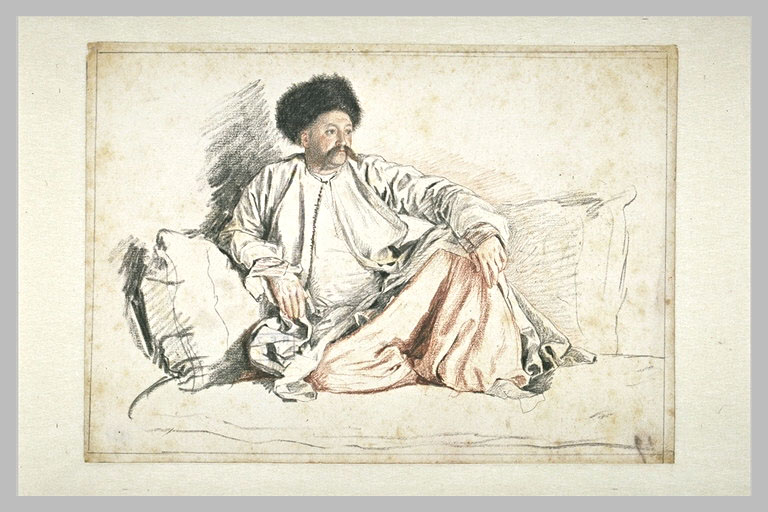
Portrait de M. Levett, négociant anglais, en costume tartare (vers 1740), Paris, musée du Louvre.

### En Italie puis Constantinople en 1736
Vers mars-avril 1736 il arrive à Rome où il peint les portraits du pape Clément XII et de plusieurs cardinaux. Trois ans plus tard, il rencontre à Florence le futur Lord Duncannon qui le persuade de l'accompagner depuis Naples jusqu'à Constantinople, en passant par les îles de la mer Égée. Ce séjour va profondément marquer le peintre. Dessinant de nombreuses scènes de genre locales, il y rencontre Claude Alexandre de Bonneval, qui a pris le nom de Humbaraci Ahmed Pacha, et a ses entrées à la Cour ottomane. Liotard étudie les coutumes, s'en imprègne, adopte les tenues vestimentaires locales et se laisse pousser la barbe. De Constantinople, il est convoqué à Iași en Moldavie roumaine, puis de là, à Vienne le 2 septembre 1743, où on le surnomme « le peintre turc ».

### Peintre turc à Vienne en 1743
Dans la Vienne du Saint-Empire, il réalise les portraits du futur empereur François Ier et de la future impératrice Marie-Thérèse qu'on cite parmi ses chefs-d'œuvre, ainsi que d'autres membres de la cour. De là, il se rend à Venise où son frère Michel séjournait. Le comte Francesco Algarotti se porte acquéreur de La Belle Chocolatière (Dresde, Gemäldegalerie Alte Meister), un autre de ses chefs-d'œuvre. Il exécute aussi son autoportrait en Turc pour la galerie des Offices de Florence. Il repart ensuite pour Darmstadt, peint des membres de la cour de Hesse, et finit par revenir à Genève où il est célébré par les membres du conseil de la république.

### À nouveau à Paris, puis Londres
Ensuite commence son second séjour parisien. Rejeté de nouveau par l'Académie royale, il entre à celle de Saint-Luc et expose de 1751 à 1753 plus de 30 portraits, dont ceux de Crébillon et Marivaux. Il est réputé être un peintre cher, et rançon du succès, suscite des jalousies et certains académiciens dénoncent ses abus de privilèges.
En 1751-1752, toujours habillé à la mode turque, il passe en Angleterre, où il retrouve ses anciens compagnons de Constantinople et d'Italie, et, grâce à Duncannon, peut peindre la princesse de Galles en 1753. De cette époque datent aussi de nombreuses natures mortes.

### Mariage à Amsterdam en 1755
En 1755, il rejoint les Provinces-Unies où, à Amsterdam, l'année suivante, il épouse Marie Fargues le 24 août, fille d'un négociant français installé là. À cette occasion, Liotard finit par tailler sa barbe. Le couple part pour Genève et s'y établit durant près d'une douzaine d'années. Des enfants leur naissent. Liotard fréquente la famille de François Tronchin. Vers 1765, il commence une correspondance avec Jean-Jacques Rousseau et exécutera un portrait du philosophe en 1770. Sa réputation ne s'éteint pas : le 1er novembre, une lettre de l'impératrice Marie-Thérèse à Marie-Antoinette informe cette dernière que Liotard se rend exprès à Paris pour exécuter son portrait.

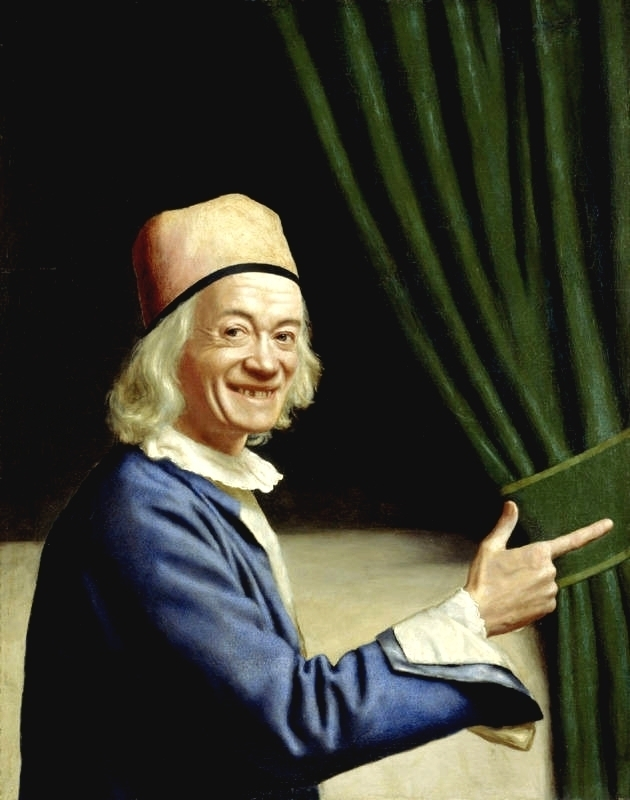
Autoportrait 1770ca - Musée d'Art et d'Histoire de Genève

### 1772 en Angleterre puis retour à Genève
De nouveau en Angleterre en 1772, son nom figure parmi les exposants à la Royal Academy dans les deux années suivantes avant de revenir à sa ville natale à partir d'octobre 1774. Le 13 juillet 1777, l'empereur Joseph II qui voyageait incognito sous le nom de « comte de Falkenstein », rend visite à Liotard à Genève. S'ensuit un long périple vers Vienne durant lequel Liotard et son fils aîné explorent la région du Danube ; il écrit un journal de voyage qui prend fin en 1778.
En 1781, Liotard fait paraître à Genève le Traité des principes et des règles de la peinture, somme qui résume plus de 50 ans de pratiques et où l'artiste exprime son idéal, se rapprocher au mieux du vrai.
En 1783, installé à Confignon, il est encore actif, désireux de faire le portrait de l'impératrice de Russie.
Il meurt à Genève le 12 juin 1789.

## Œuvre
Liotard est un artiste très polyvalent et, bien que sa renommée dépende largement de la grâce et de la sensibilité de ses pastels, dont la Liseuse — connu sous le nom de Portrait de Mademoiselle Lavergne  ou la Belle Lyonnaise (qui était la nièce du peintre) —, et la Belle Chocolatière, qui sont conservés à la Gemäldegalerie Alte Meister de Dresde, constituent de remarquables exemples, ses peintures sur émail, ses gravures sur cuivre et sa peinture sur verre sont également dignes d'attention critique. Collectionneur, expert de peintures des anciens maîtres, Liotard est également l'auteur d'un Traité des principes et des règles de la peinture (1781). Il a vendu à des prix très élevés plusieurs des chefs-d'œuvre qu'il avait acquis lors de son deuxième séjour en Angleterre. 
Les musées d'Amsterdam, de Berne et de Genève sont particulièrement riches en exemples de ses peintures et pastels. À Paris, le musée du Louvre conserve 42 de ses pastels. À Londres, le Victoria and Albert Museum expose le tableau Le Turc assis et le British Museum possède deux de ses pastels. Un portrait de l'artiste se trouve dans la Sala dei pittori de la galerie d'Uffizi de Florence.
- Monsieur Levett, proche ami du peintre, et Mademoiselle Glavani, fille de l'ancien consul de France en Crimée de 1723 à 1734, en costume turc, vers 1740, huile sur toile, 25 × 36 cm, Musée du Louvre[10]
- Autoportrait[11], 1744, pastel sur papier, 61 × 49 cm, Florence, Musée des Offices[12]
- Portrait de Francesco Algarotti (1712-64), 1745, pastel sur parchemin, 42 × 32 cm, Rijksmuseum, Amsterdam[13]
- Dame pensive sur un sofa, 1749, pastel sur parchemin, 40 × 35 cm, Musée d'art et d'histoire de Genève[14]
- Autoportrait dit « à la longue barbe », 1751-1752, pastel sur papier marouflé sur toile, 97 × 71 cm, Musée d'art et d'histoire de Genève
- Marie-Adélaïde de France, 1753, huile sur toile, 50 × 56 cm, Florence, Musée des Offices[15]
- Portrait de Maria Frederike van Reede-Athlone à sept ans, 1755–1756, pastel sur vélin, 55 × 45 cm, Getty Center, Los Angeles[16]
- Portrait de Madame Tronchin, 1758, pastel sur velin, 63 × 50 cm, Musée du Louvre[17]
- Liotard riant, vers 1770, huile sur toile, 84 × 74 cm, Musée d'art et d'histoire de Genève[18]
- Anne Philippine Clarenc, née en 1773, pastel sur toile, 1781, 55.7 x 42.8 cm, musée du Louvre, Paris[19]

Pastels de Jean-Étienne Liotard
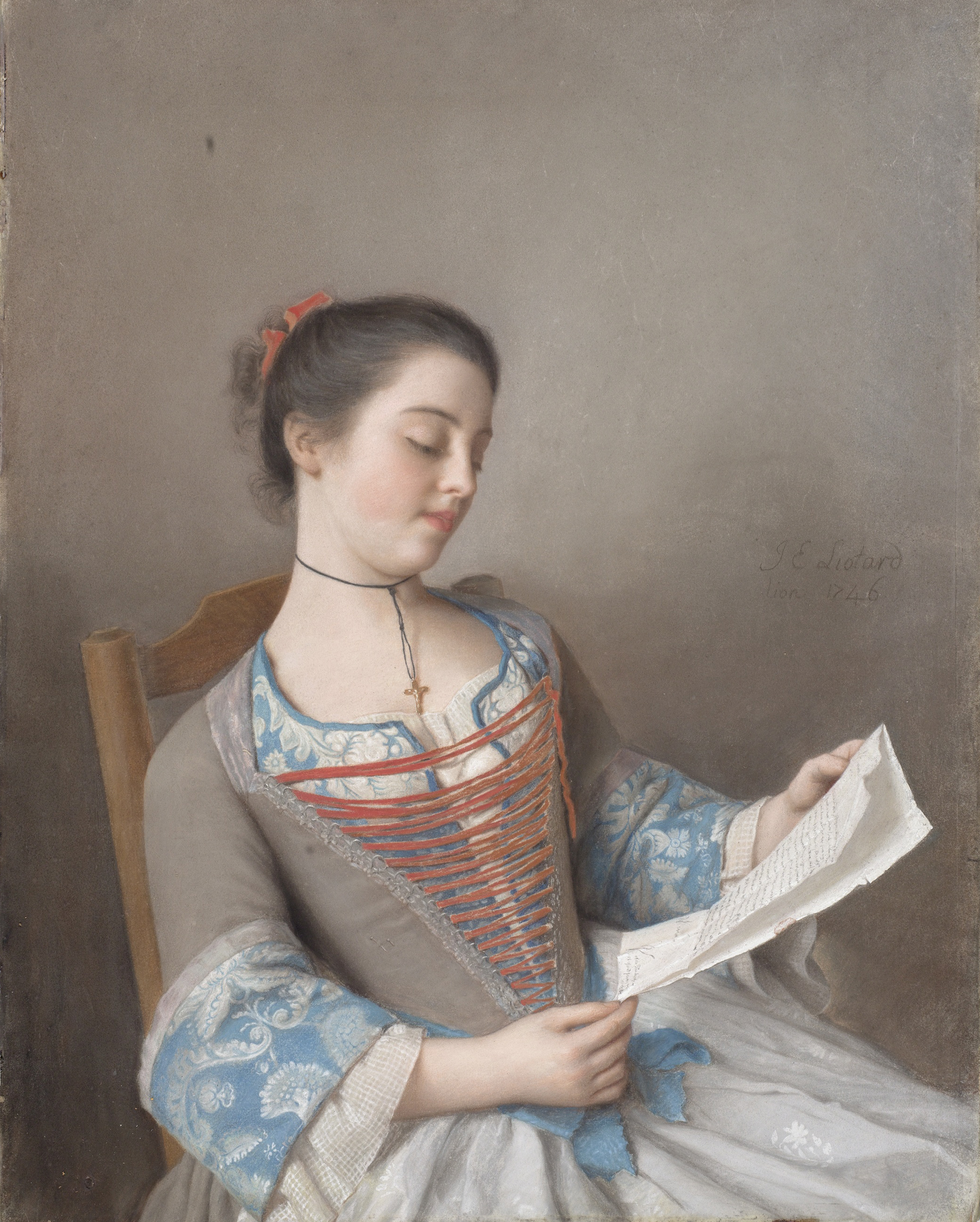
La liseuse (1746), Rijksmuseum Amsterdam.
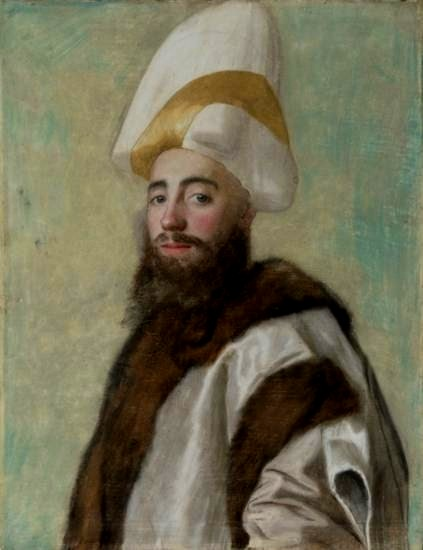
Portrait d'un Grand Vizir de l'Empire ottoman (vers 1738-1743), Londres, National Gallery.
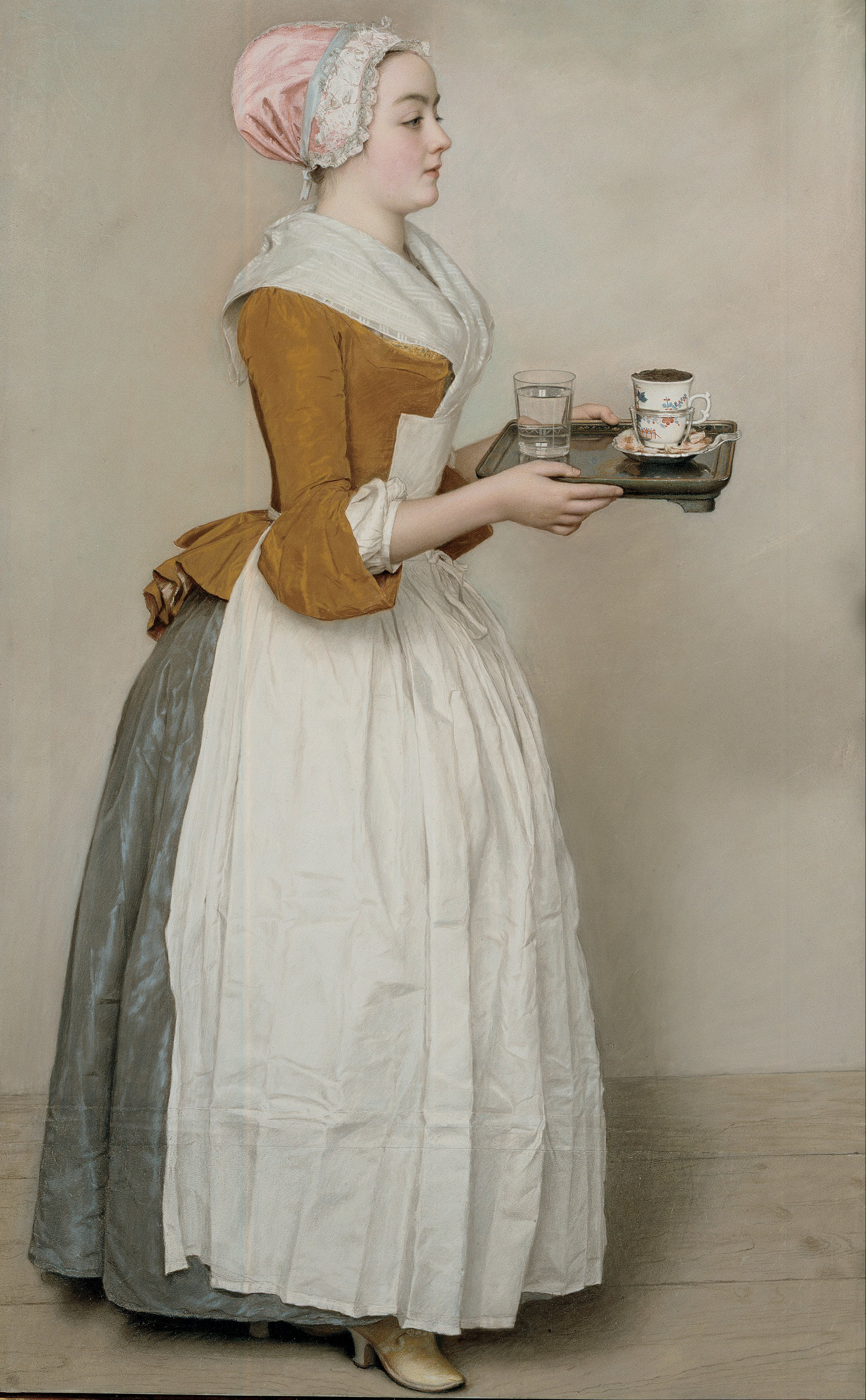
La Belle Chocolatière (1743), Dresde, Gemäldegalerie Alte Meister.
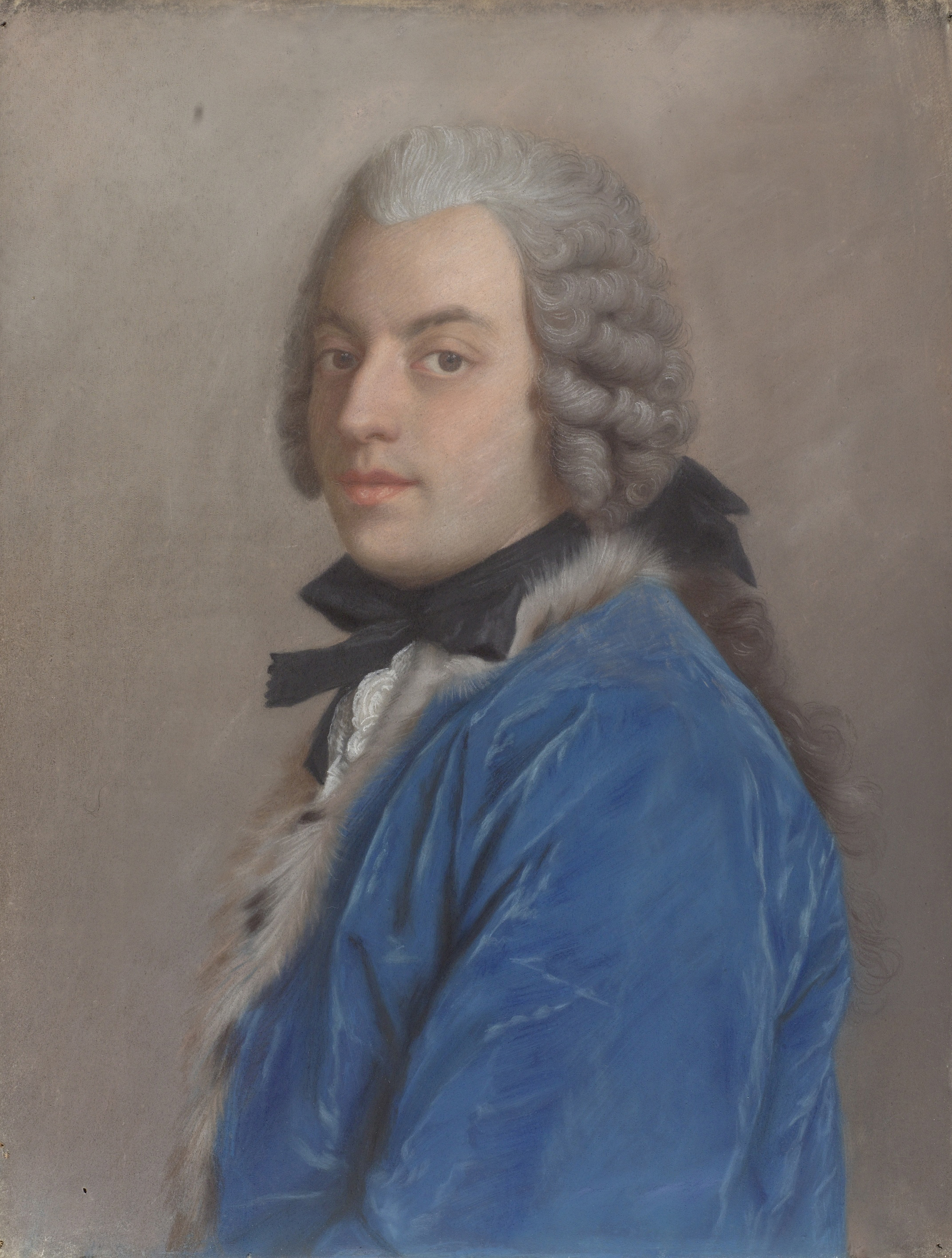
Portrait du comte vénitien Francesco Algarotti (vers 1745), Rijksmuseum Amsterdam.
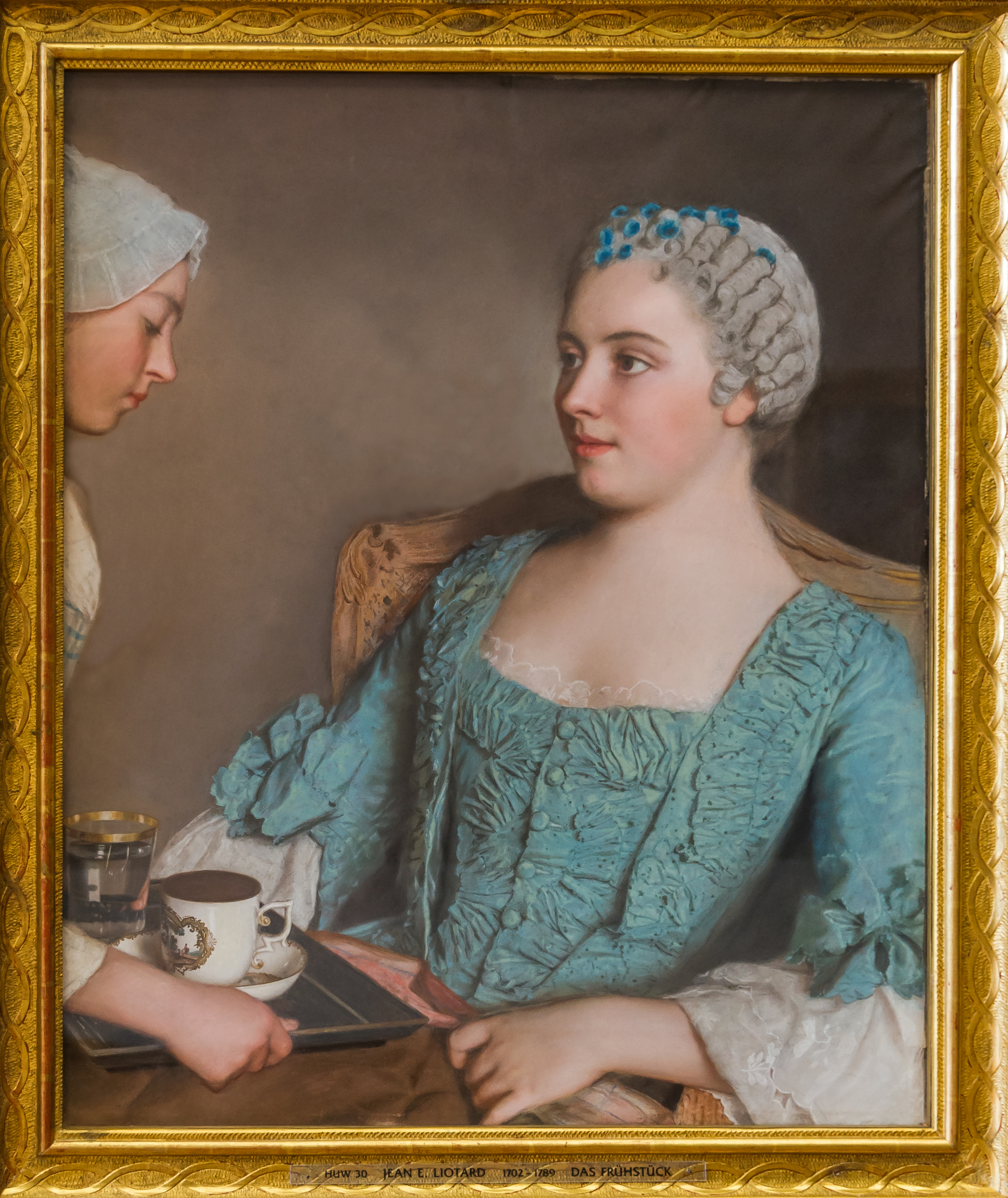
Le Petit Déjeuner (1753), Munich, Alte Pinakothek.
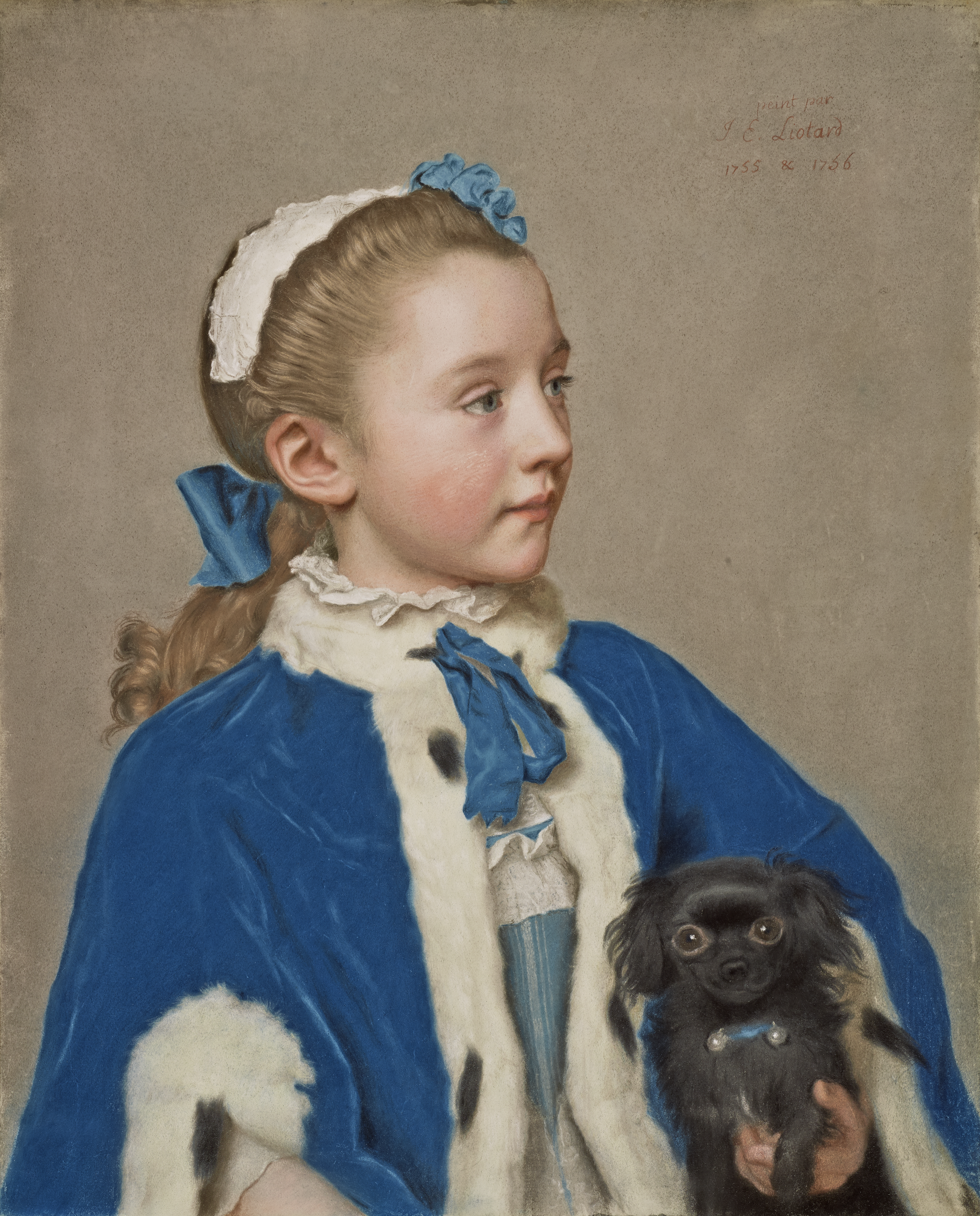
Portrait de Marie-Frédérique van Reede-Athlone âgée de sept ans (1755-1756), Los Angeles, Getty Center.
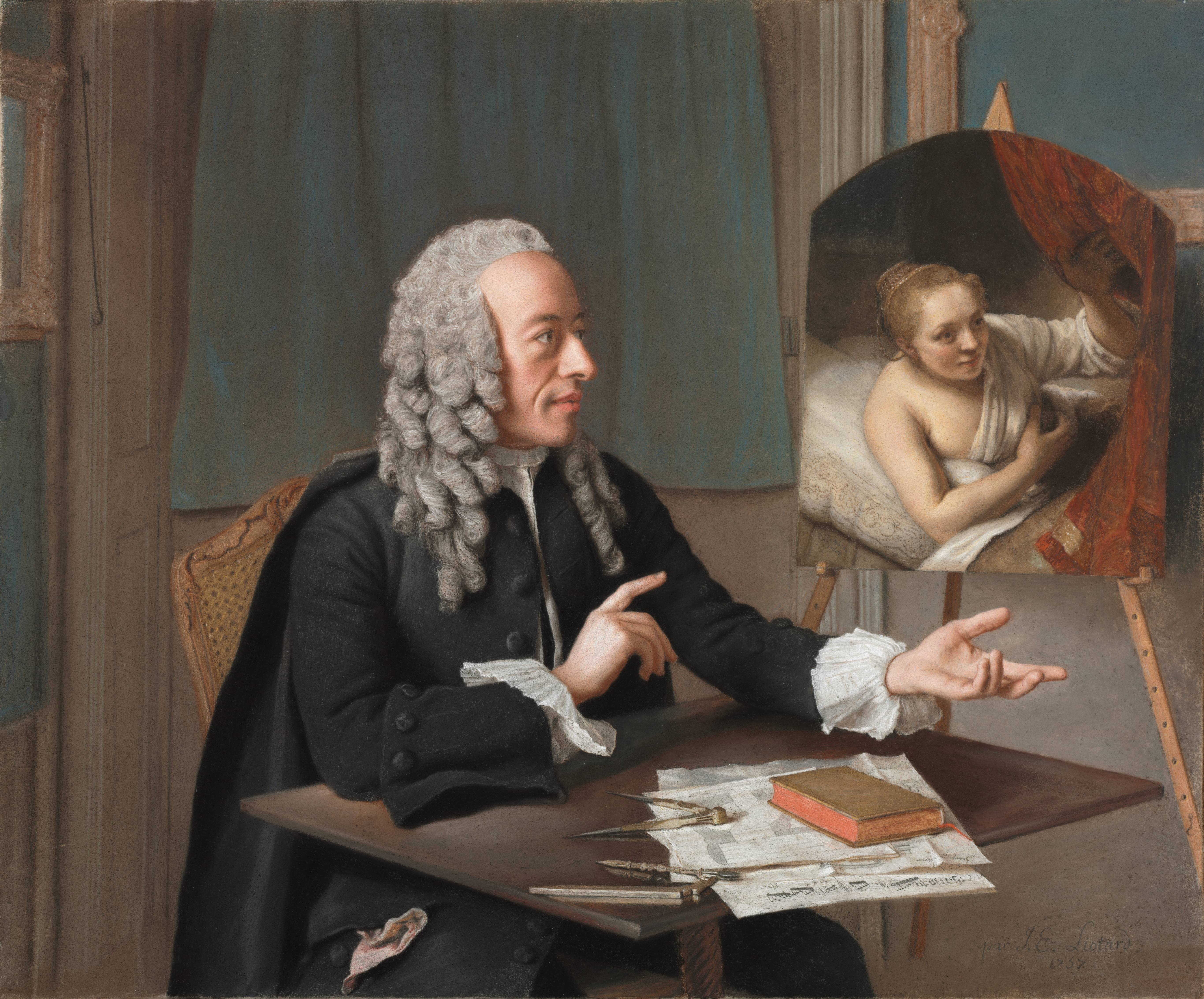
Portrait de François Tronchin avec un tableau de sa collection "La femme au lit" de Rembrandt (1757), Cleveland Museum of Art
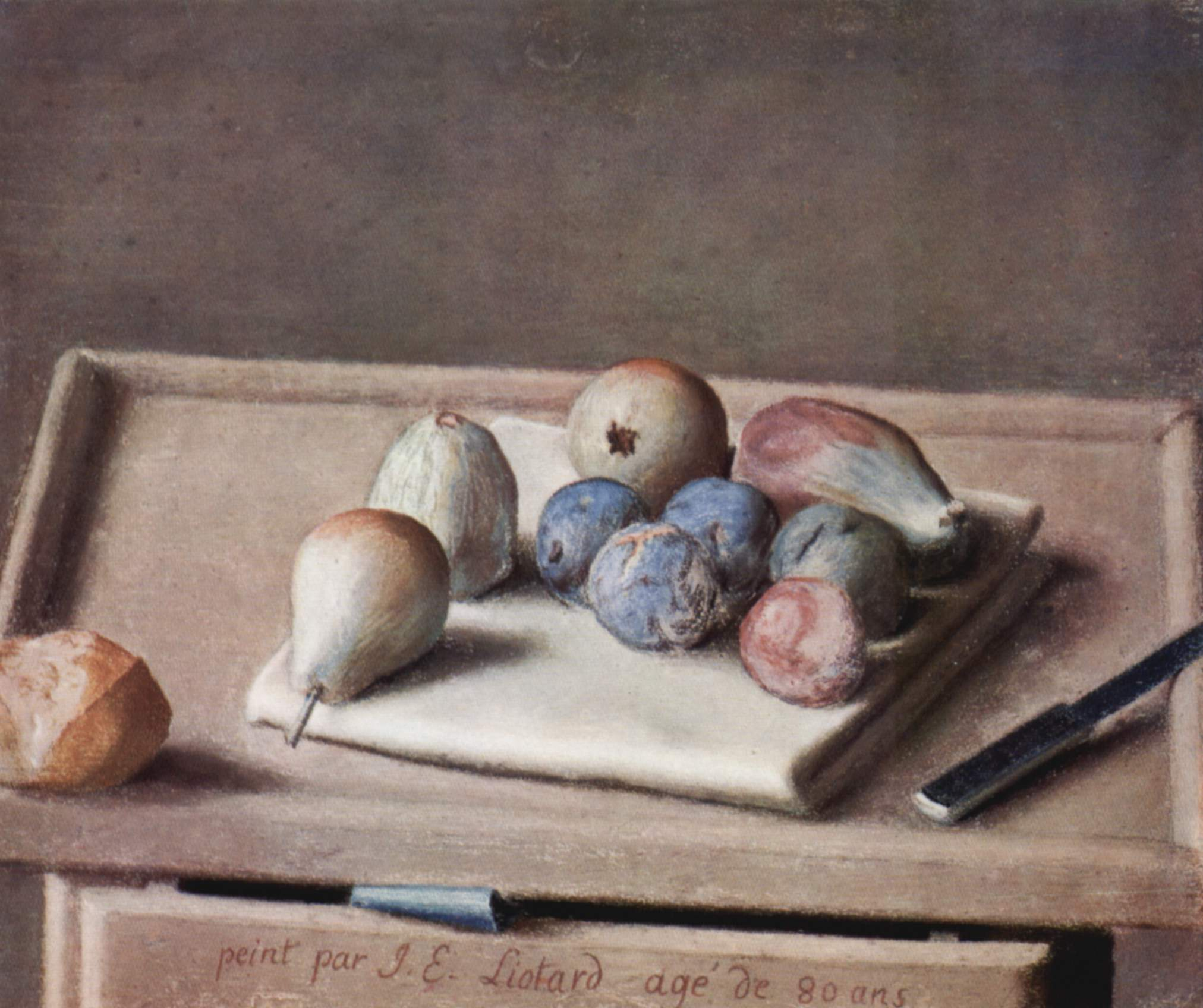
Nature morte aux figues (1782), musée d'art et d'histoire.

Peintures de Jean-Étienne Liotard
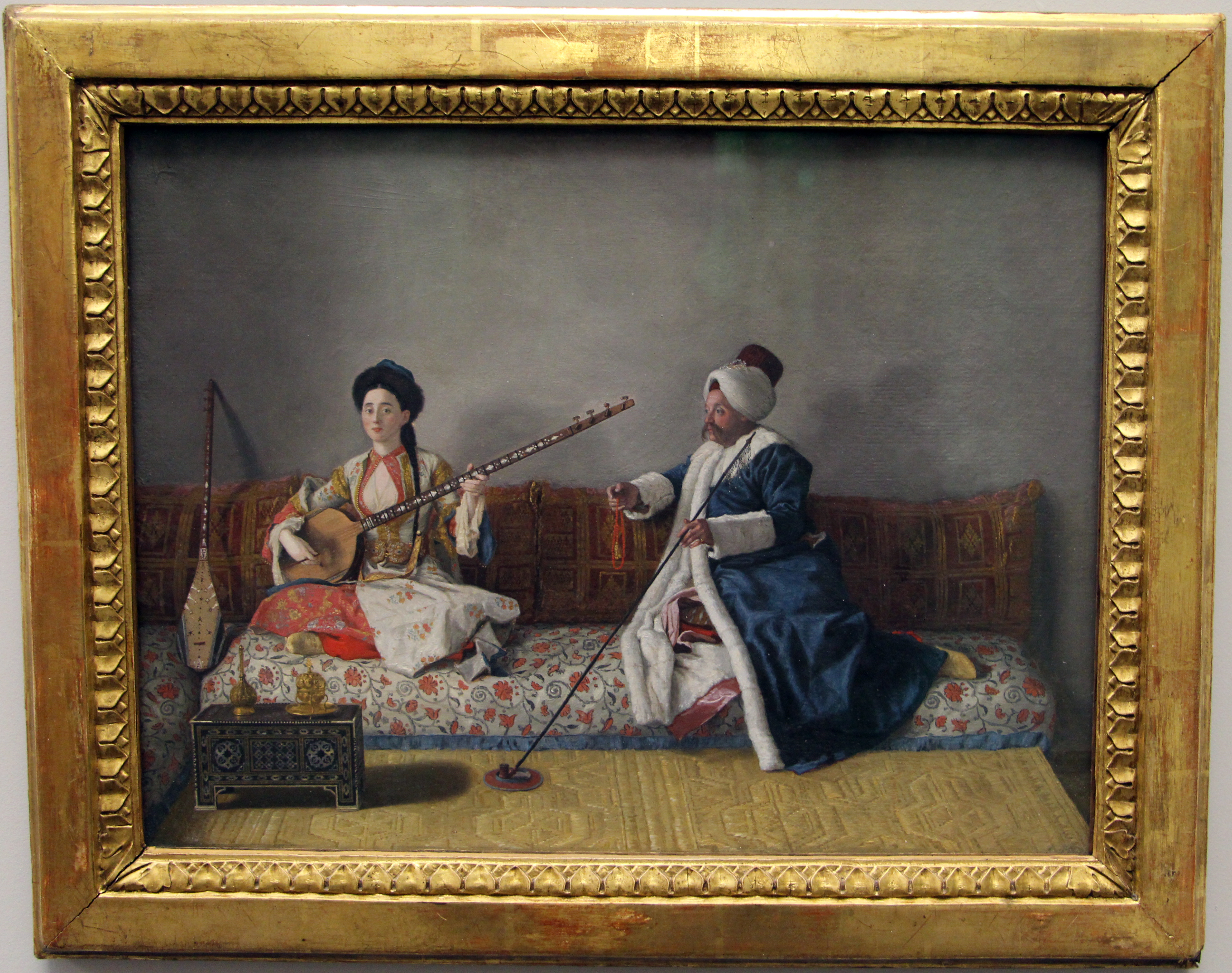
Monsieur Levett et Mademoiselle Glavani en costume turc (vers 1740), Paris, musée du Louvre.
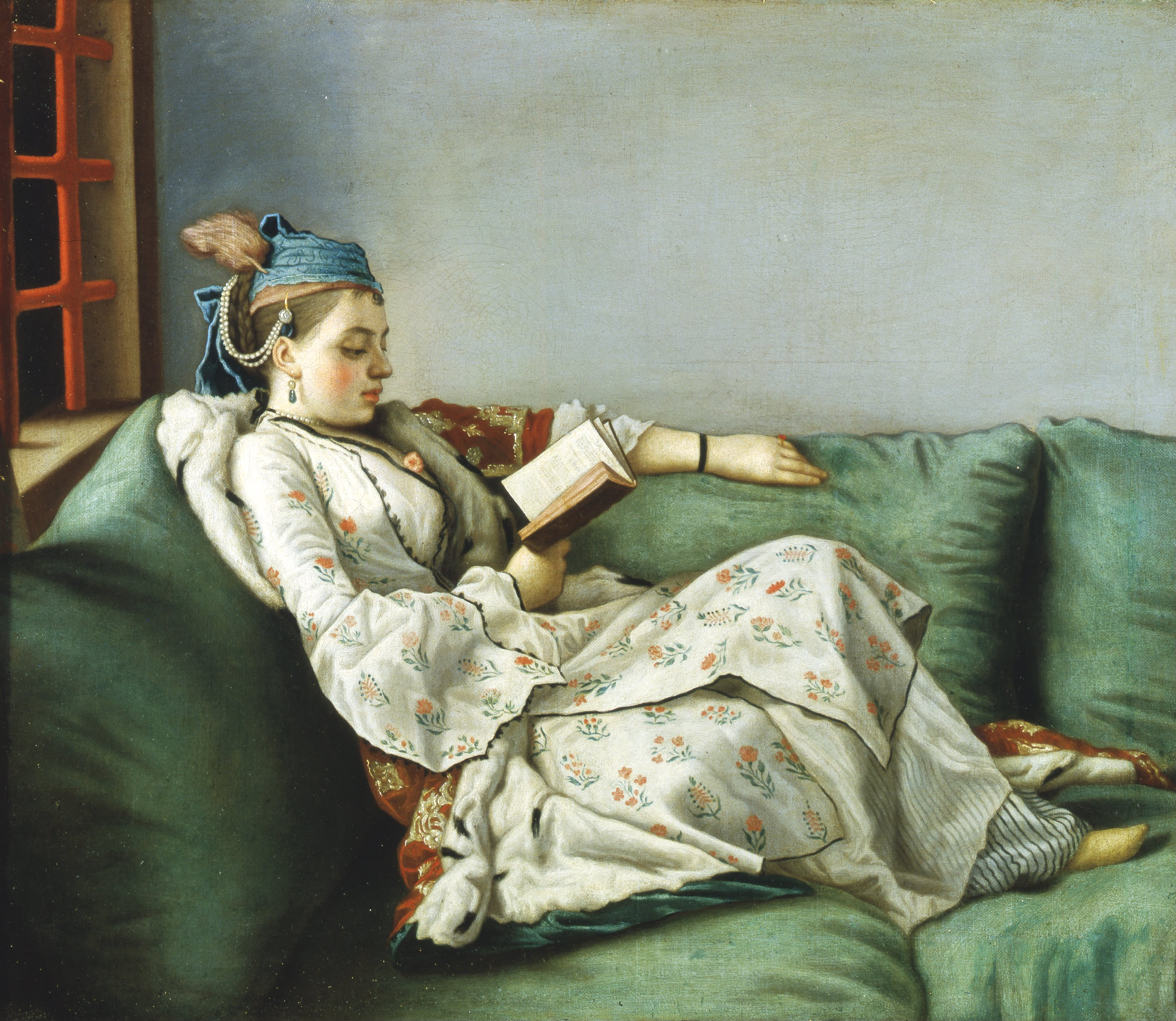
Portrait de Marie-Adélaïde de France habillée à la turque (1753), Florence, Galerie des Offices.
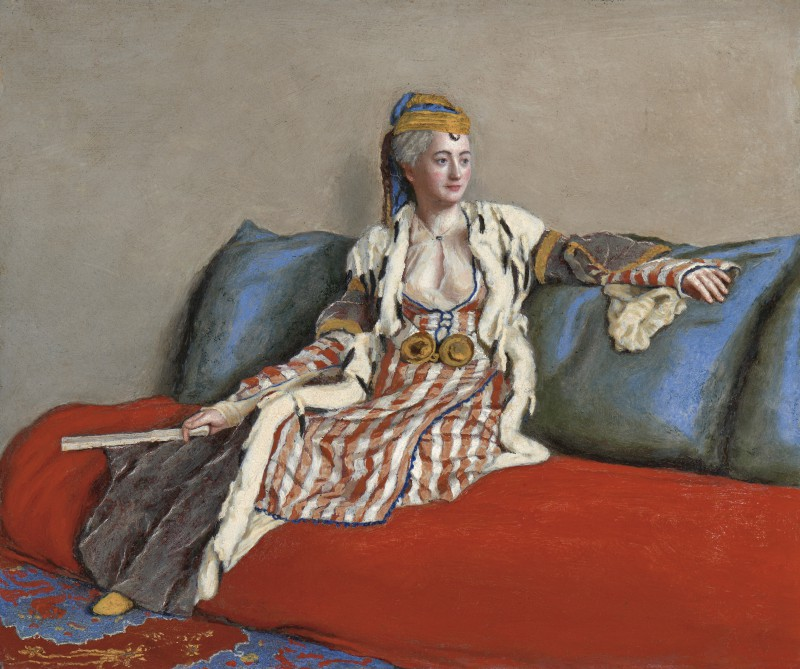
Lady Montagu en robe turque (1756), huile sur cuivre, Varsovie, Palais Łazienki.

## Hommages
Une rue de Genève ainsi qu'une école primaire, situées dans le quartier de la Servette, portent son nom.